# Kip Harkrider
Kiplan Paul "Kip" Harkrider, född den 16 september 1975 i Carthage i Texas, är en amerikansk före detta professionell basebollspelare som tog brons för USA vid olympiska sommarspelen 1996 i Atlanta.
Året efter OS blev Harkrider draftad av Los Angeles Dodgers i Major League Baseball (MLB). Under 1997–1998 och 2000 (1999 var han skadad) spelade han för olika farmarklubbar i Minor League Baseball tillhörande Dodgers, men han kom aldrig högre än till AA, som är den näst högsta nivån av farmarklubbar. Därefter spelade han för olika klubbar i oberoende proffsligor utanför MLB:s organisation, så kallade independent leagues, under 2003 och 2005–2007.
Totalt spelade Harkrider 251 matcher i Minor League Baseball och hade ett slaggenomsnitt på 0,237, sju homeruns och 93 RBI:s (inslagna poäng).